# Noix noire
La noix noire est une jeune noix récoltée verte au début de l'été, au moment où sa coquille est encore molle. Après un épluchage, elle est confite dans du sucre et du jus de citron pour enlever l'amertume. Elles noircissent au contact de l'air puis elles sont macérées dans du sirop alcoolisé, ce qui en fera de la liqueur.